# Kostel Nejsvětější Trojice (Rozvadovice)
Kostel Nejsvětější Trojice je filiální kostel v Rozvadovicích vystavěný v letech 1935–1936. Kostel se nachází v centru obce.

## Historie
Na místě dnešního kostela vznikla v roce 1776 barokní kaple Nejsvětější Trojice.
Ta byla nahrazena v letech 1935–1936 jednolodním kostelem postaveným podle plánů architekta Klaudia Madlmayera.
K západní zdi kostela přiléhá hranolová věž, u východní zdi stojí sakristie. Hlavní oltář pochází z roku 1937.